# Hafenstraße 6/7, Silo IV (Stralsund)

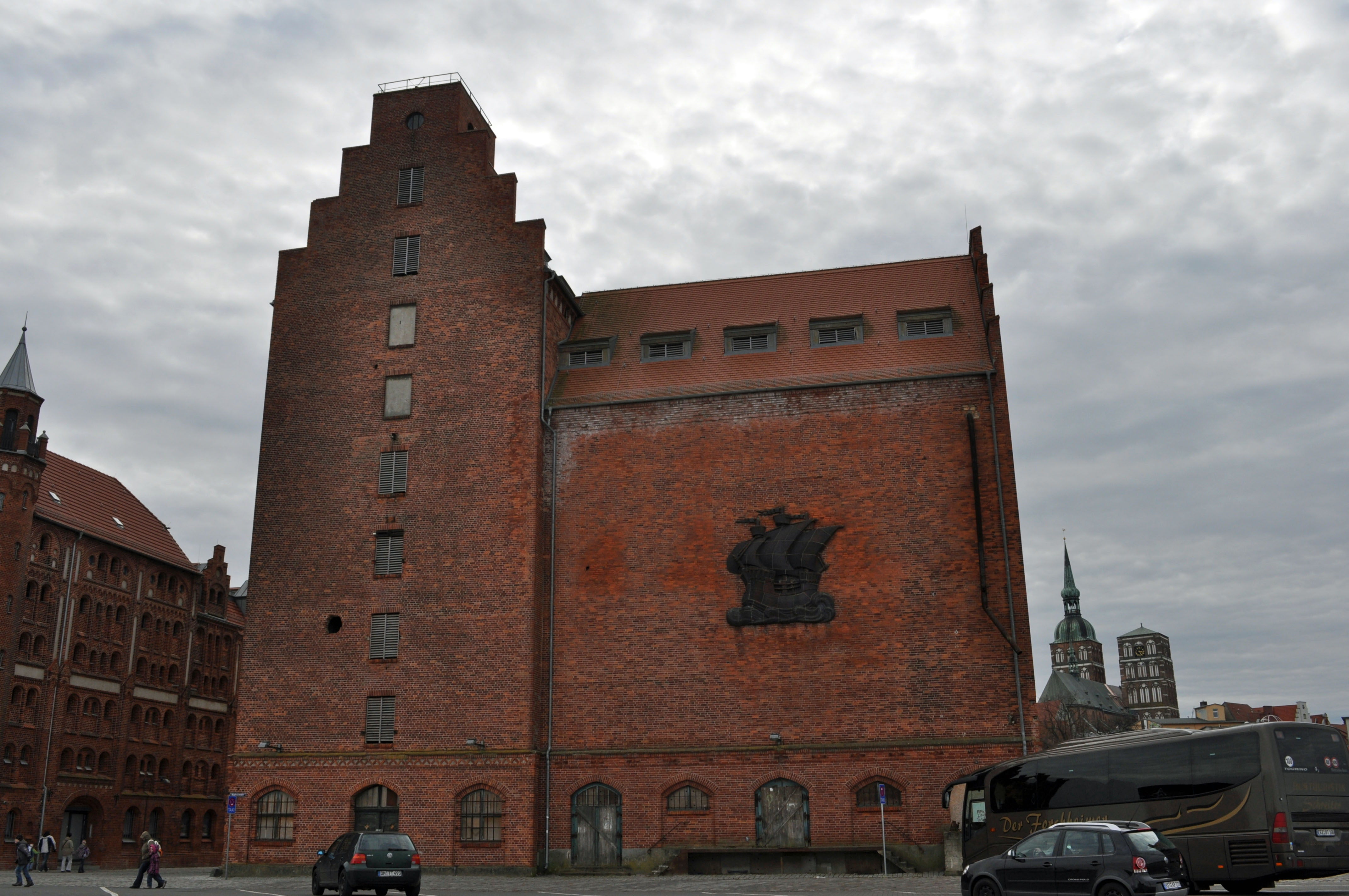
Das Gebäude Hafenstraße 6/7 in Stralsund (2012)

Das Gebäude mit der postalischen Adresse Hafenstraße 6/7 (Silo IV) ist ein denkmalgeschütztes Gebäude in der Hansestadt Stralsund in der Hafenstraße an der Ecke zur Neuen Semlower Straße. Er gehört zum Ensemble der Speicher auf der Hafeninsel und prägt damit die Silhouette der Stadt.
Der hohe Backsteinbau wurde in den Jahren 1935 bis 1936 errichtet. Das aus zwei Teilen bestehende, zusammengefügte Gebäude wurde als Silo für Getreide genutzt.
Die Fassade zur Hafenstraße weist im südlichen, leicht vorspringenden Kopfbau einen Stufengiebel auf und eine mittig angeordnete Fensterachse. Der nördliche, niedrigere und traufständige Gebäudeteil mit seiner fensterlosen Wand weist ein Relief auf, das eine Kogge zeigt.
Das Haus liegt im Randgebiet des von der UNESCO als Weltkulturerbe anerkannten Stadtgebietes des Kulturgutes „Historische Altstädte Stralsund und Wismar“. In die Liste der Baudenkmale in Stralsund ist es mit der Nummer 847 eingetragen.